# Amazona dufresniana
Amazona dufresniana là một loài chim trong họ Psittacidae.

## Hình ảnh

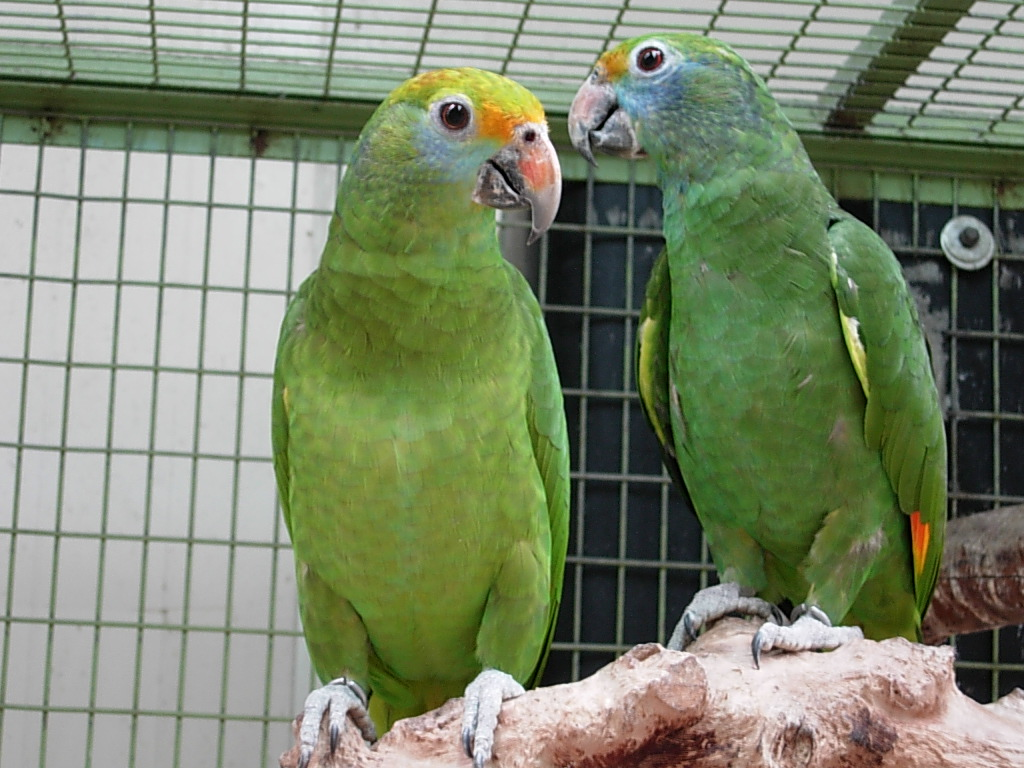
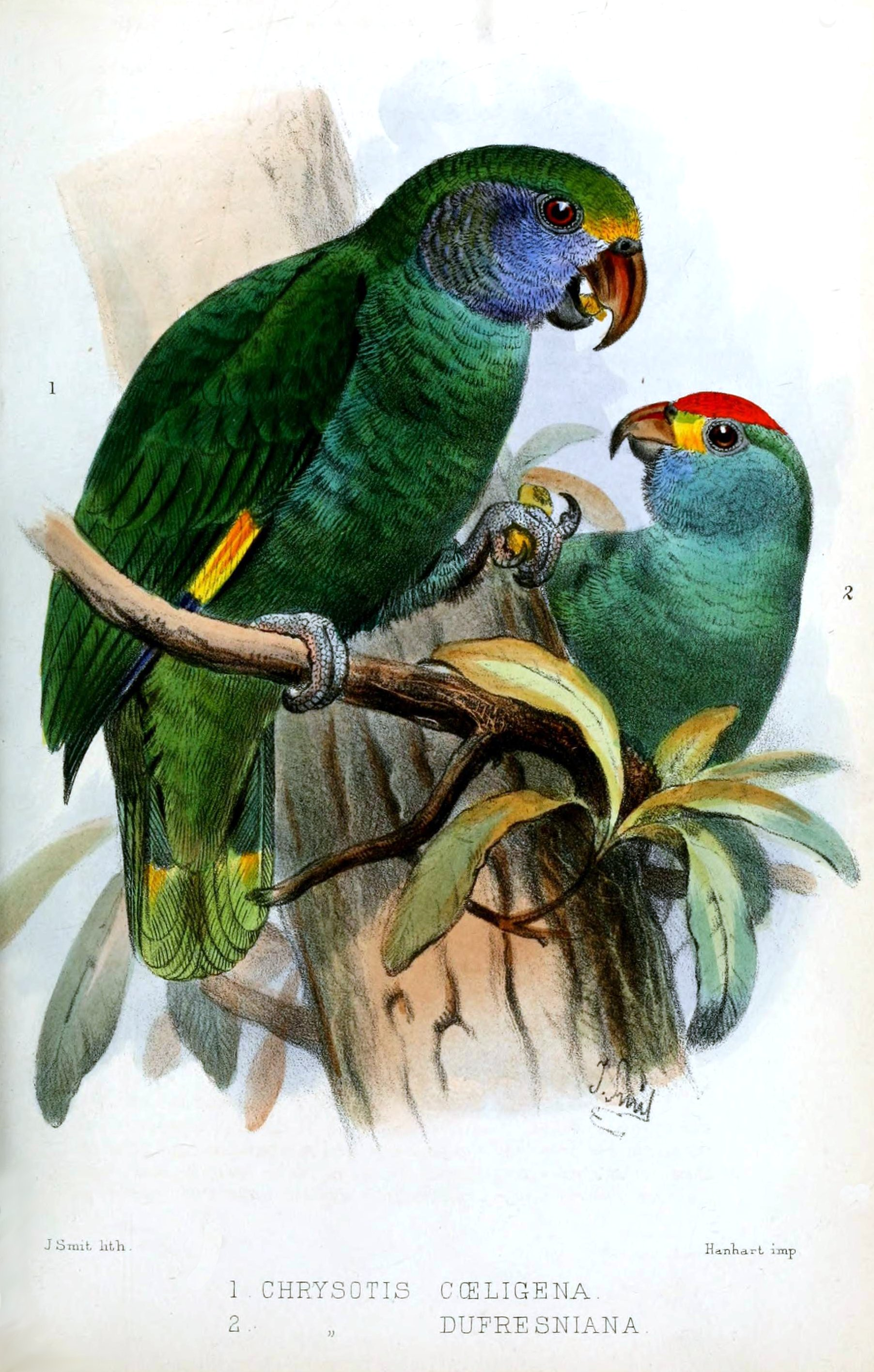
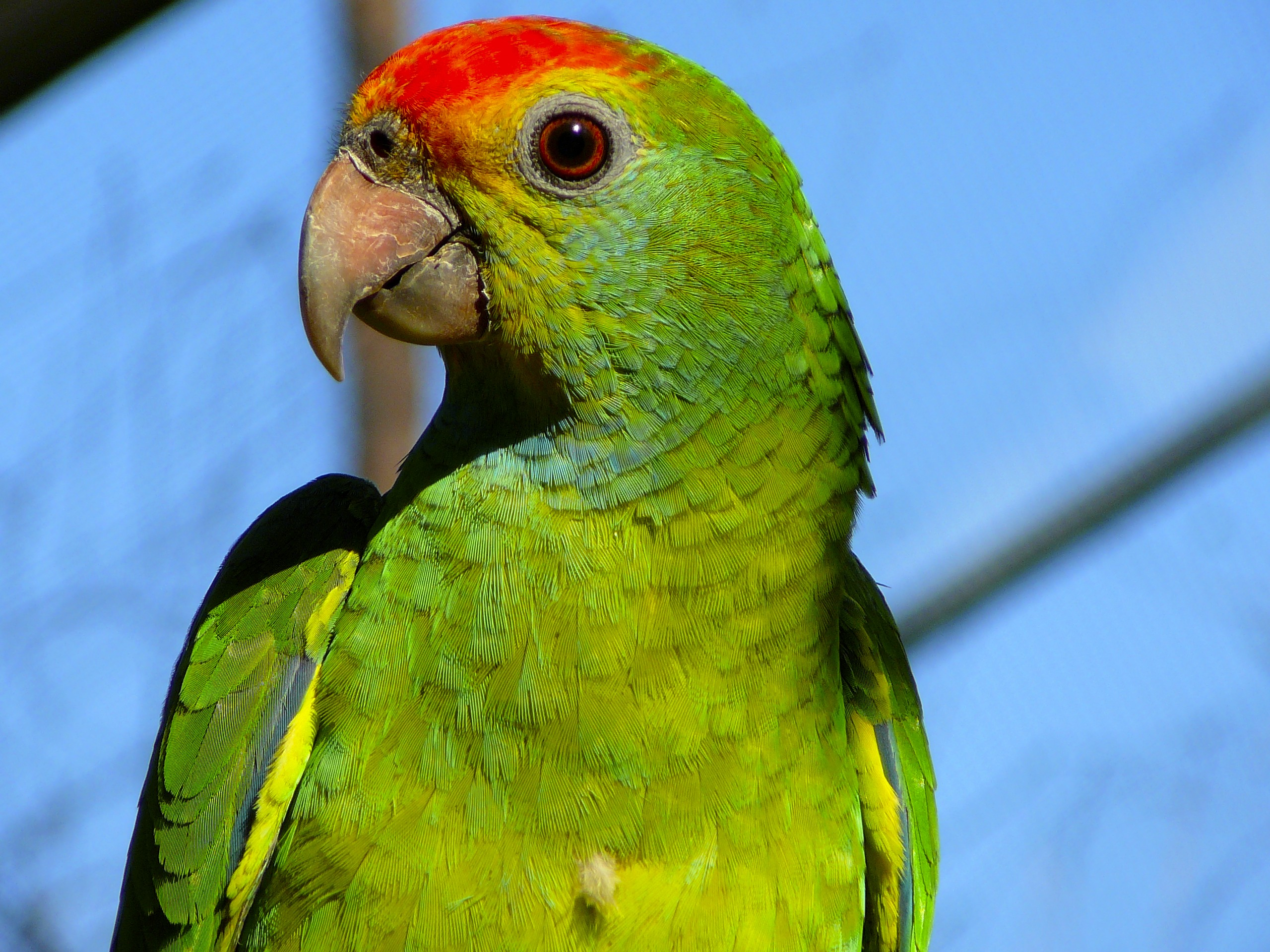